# Болсуновский, Павел Филиппович
Павел Филиппович Болсуновский (1915—1945) — участник Великой Отечественной войны, Герой Советского Союза (1945, посмертно). Подполковник.

## Биография
Родился 9 июля (26 июня — по старому стилю) 1915 года в селе Бовсуны Овручского уезда Волынской губернии Российской империи (ныне Лугинского района Житомирской области Украины) в крестьянской семье. Украинец.
По окончании семи классов сельской школы работал в колхозе. Затем его направили на работу в районный отдел милиции. В 1934 году вступил в ВКП(б), а в следующем году по спецнабору был направлен во 2-е Киевское артиллерийское училище которое окончил в 1938 году. После непродолжительной службы в 1940 году поступил в Артиллерийскую академию РККА имени Ф. Э. Дзержинского в Москве (ныне Военная академия РВСН имени Петра Великого), по окончании первого курса которой в июне 1941 года ушёл на фронт.
В звании старшего лейтенанта с начала июля 1941 года в должности начальника штаба 791-го артиллерийского полка 254-й стрелковой дивизии 11-й армии Северо-Западного фронта. Участвовал в Ленинградской стратегической оборонительной операции.
Отличился в бою у деревни Пожеревицы (ныне село Дедовичского района Псковской области). При отражении танковой атаки противника находился у передового орудия. Под его командованием расчет подбил 3 вражеских танка. Когда орудие было выведено из строя, отошёл к другому орудию и лично уничтожил 2 танка и бронемашину противника.
В ходе Демянской операции 1942 года в бою за деревню Мануйлово (ныне село Парфинского района Новгородской области) осуществлял непосредственное руководство батареей полка. Поддерживая наступление пехотных частей, батарея подавила огонь 4 пулемётных точек, 3 станковых пулемётов и 2 миномётных батарей противника. В бою под Мануйлово 10 февраля 1942 года был ранен.
На фронт вернулся в мае 1942 года и скоро произведен в капитаны. До конца января 1943 года дивизия, в которой он служил, вела позиционные бои под Старой Руссой. Зимой 1943 года он участвовал в Демянской наступательной операции 1943 года, а марте — в Старорусской операции. За успешные действия артиллерии в ходе зимне-весенней кампании 1943 года начальник штаба 791-го артиллерийского полка был произведён в майоры.
В начале мая 1943 года 254-я стрелковая дивизия была передана в состав 52-й армии и в конце месяца переброшена под Воронеж, где вошла в состав сначала Степного, а затем Воронежского фронта. До сентября 1943 года дивизия находилась в резерве фронта. Перед осенним наступлением Красной Армии подполковник П. Ф. Болсуновский был назначен командиром 791-го артиллерийского полка.
4 сентября 1943 года 52-я армия была брошена в прорыв в ходе Черниговско-Полтавской наступательной операции. 13 сентября 1943 года у села Большая Загруновка (ныне село Загруновка Зеньковского района Полтавской области) 791-й артиллерийский полк под его командованием отразил контрудар 12 немецких танков, поддерживаемых батальоном пехоты. Всего за период с 04.09.1943 по 15.09.1943 года артиллеристами полка было уничтожено 4 тяжёлых танка, 5 орудий, 3 автомашины, подавлен огонь 20 огневых точек и 4 миномётных батарей. 3 октября 1943 года 52-я армия была передана в состав Степного (с 20 октября 1943 года — 2-го Украинского) фронта.
В результате Черниговско-Полтавской операции 254-я стрелковая дивизия вышла к Днепру и 13 ноября 1943 года сходу форсировала реку у села Свидовок Черкасской области Украинской ССР. Благодаря хорошо поставленной в полку разведке и точности артиллеристы полка быстро подавляли огневые точки противника, чем обеспечили успех стрелковых подразделений при форсировании Днепра. Подполковник П. Ф. Болсуновский с несколькими батареями полка одним из первых переправился на правый берег реки и лично руководил отражением многочисленных контратак противника, в ходе которых артиллеристами было уничтожено 10 вражеских танков и до 300 солдат и офицеров вермахта.
В бою за город Черкассы 22 ноября 1943 года батареи 791-го артиллерийского полка, выдвинутые на прямую наводку, уничтожили 19 танков и до 500 солдат и офицеров противника. Всего в ходе Битвы за Днепр в период с 13.11.1943 по 01.12.1943 года полком было уничтожено 38 танков, 5 бронетранспортёров, 10 автомашин и до 1000 немецких солдат и офицеров. 14 декабря 1943 года город Черкассы был освобождён.
В зимнюю кампанию 1944 года участвовал в Кировоградской и Корсунь-Шевченковской наступательных операциях. В начале марта 1944 года в ходе Уманско-Ботошанской операции 52-я армия перешла в наступление и прорвала оборону противника на рубеже Чижовка—Рыжановка и, преследуя противника, вышла к реке Южный Буг. В исключительно трудных условиях бездорожья и распутицы подполковник В. Ф. Болсуновский обеспечил своевременное продвижение артиллерии и прикрытие стрелковых частей, чем способствовал успеху дивизии при форсировании рек Южный Буг (12 марта 1944) и Днестр (17.03.1944). 27 марта 1944 года 294-я дивизия вышла к границе Союза Советских Социалистических Республик и сходу форсировала реку Прут, вступив на территорию Румынии. В ходе Уманско-Ботошанской операции 791-й артиллерийский полк уничтожил 50 танков, 63 автомашины, до 1700 солдат и офицеров противника. Артиллеристами полка был подавлен огонь 29 пулеметных точек, 11 артиллерийских батарей и рассеяно свыше 4500 вражеских солдат.
19 апреля 1944 года при отражении контратаки противника под Яссами был тяжело ранен. На фронт вернулся только в феврале 1945 года. 254-я стрелковая дивизия 52-й армии 1-го Украинского фронта в это время вела не слишком успешные бои на реке Нейсе.
16 апреля 1945 года в ходе Берлинской стратегической операции подразделения 52-й армии форсировали реку Нейсе в районе населенного пункта Нидер-Билау (ныне Белява-Дольна в Польше в 5 км севернее города Пеньск) и, прорвав оборону немцев, 18 апреля взяли город Вайсенберг, а 21 апреля 1945 года овладели городом Баутцен.
Однако 24 апреля 1945 года 254-я дивизия попала под удар группы армий «Центр», рвущихся с юга на помощь Берлину. 26 апреля 1945 года дивизия была оттеснена к северу от Баутцена. 929-й стрелковый полк и 791-й артиллерийский полк оказались окружёнными в городе. После ранения командира 929-го стрелкового полка В. Ф. Болсуновский принял командование обоими подразделениями на себя. В течение 2 суток полки вели бои с превосходящими силами противника. К исходу 26 апреля 1945 года, когда закончились патроны, остатки окруженной группировки пошли на прорыв, однако почти все погибли. Погиб и подполковник П. Ф. Болсуновский. Но и немцы в этих боях потеряли более 1000 солдат и офицеров и 8 самоходных артиллерийских установок. 30 апреля 1945 года войска 1-го Украинского фронта вновь заняли Баутцен. На теле подполковника Болсуновского, найденного на улицах города, были обнаружены боевые знамёна 929-го стрелкового и 791-го артиллерийского полков.
П. Ф. Болсуновский со всеми воинскими почестями был похоронен на кладбище в районе Тиллендорф города Бунцлау (ныне город Болеславец Республики Польша) рядом с могилой фельдмаршала М. И. Кутузова. 27 июня 1945 года указом Президиума Верховного Совета ему было присвоено звание Героя Советского Союза посмертно.

## Награды
- Медаль «Золотая Звезда» (27.06.1945, посмертно)
- Орден Ленина — дважды (13.09.1944, 27.06.1945, посмертно)
- Орден Красного Знамени (03.10.1943)
- Орден Отечественной войны 1 степени (21.12.1943)
- Медаль «За боевые заслуги» (23.05.1942)

## Документы
- Общедоступный электронный банк документов «Подвиг Народа в Великой Отечественной войне 1941—1945 гг.» Архивировано 13 марта 2012 года. № в базе данных 150003789. Архивировано 16 мая 2013 года., 46806711. Архивировано 16 мая 2013 года., 46807509. Архивировано 16 мая 2013 года., 20787325. Архивировано 16 мая 2013 года., 18938978. Архивировано 16 мая 2013 года., 20918561. Архивировано 16 мая 2013 года., 18140830. Архивировано 16 мая 2013 года., 19053351. Архивировано 16 мая 2013 года., 10267213. Архивировано 16 мая 2013 года.
- Обобщённый банк данных «Мемориал». Архивировано 10 мая 2012 года. ЦАМО, ф. 33, оп. 11458, д. 850 (недоступная ссылка — история)., ЦАМО, ф. 33, оп. 11458, д. 672 (недоступная ссылка — история).